# Giovane Gávio
Giovane Farinazzo Gávio, anche noto come Giovane (Juiz de Fora, 7 settembre 1970), è un allenatore di pallavolo, ex pallavolista ed ex giocatore di beach volley brasiliano.
Giocava nel ruolo di schiacciatore. 

## Palmarès

### Giocatore

#### Club
- Campionato brasiliano: 3

1987, 1989-90, 1996-97
- Campionato Paulista: 1

1989
- Campionato sudamericano per club: 2

1988, 1989
- Coppa dei Campioni: 2

1992-93, 1993-94
- Supercoppa europea: 2

1992, 1993

#### Nazionale (competizioni minori)
- - Campionato sudamericano juniores 1988
- - Campionato mondiale juniores 1989
- - Giochi panamericani 1991
- - World Top Four 1992
- - Coppa America 1998
- - Coppa America 1999
- - Giochi panamericani 1999
- - Coppa America 2000
- - Coppa America 2001
- - Giochi panamericani 2003

#### Premi individuali
- 1989 - Coppa del Mondo: Miglior muro
- 1993 - World League: MVP
- 1995 - Superliga brasiliana: MVP
- 1995 - Superliga brasiliana: Miglior attaccante
- 2002 - Superliga brasiliana: Miglior attaccante
- 2003 - Coppa del Mondo: Miglior schiacciatore

### Allenatore

#### Club
- Campionato brasiliano: 1

2010-11
- Campionato Paulista: 3

2009, 2011,  2012
- Campionato Catarinense: 1

2007
- Coppa San Paolo: 4

2009, 2010, 2011, 2012
- Campionato sudamericano per club: 1

2011